# جيريمي رودريغوس
جيريمي رودريغوس (بالفرنسية: Jérémie Rodrigues)‏ هو لاعب كرة قدم فرنسي في مركز الدفاع، ولد في 1 نوفمبر 1980 في ستشيلتيغهيم في فرنسا. لعب مع أيل ليماسول وسسكا صوفيا ونادي بولون ونادي غويونيون ونادي لوكوموتيف بلوفديف ونادي لوكوموتيف صوفيا ونيا سلاميس فاماغوستا.

## وصلات خارجية
- جيريمي رودريغوس على موقع قاعدة بيانات كرة القدم.إي يو (الإنجليزية)
- جيريمي رودريغوس على موقع Soccerway.com (الإنجليزية)